# Diocesi di Sutunurca
La diocesi di Sutunurca (in latino Dioecesis Sutunurcensis) è una sede soppressa e sede titolare della Chiesa cattolica.

## Storia
Sutunurca, identificabile con le rovine di Henchir Ain el-Asker nell'odierna Tunisia, è un'antica sede episcopale della provincia romana dell'Africa Proconsolare, suffraganea dell'arcidiocesi di Cartagine.
A questa antica sede episcopale è attribuibile un solo vescovo, Repositus Sutunurcensis, di cui parla san Cipriano in una lettera a papa Cornelio, accusandolo di aver abiurato la fede cristiana in occasione della persecuzione e di aver trascinato nell'abiura la maggior parte dei suoi fedeli. A causa delle numerose varianti presenti nei manoscritti dell'epistolario di Cipriano, Morcelli attribuisce questo vescovo alla sede di Tuburnica, mentre Toulotte alla sede di Tubernuca.
Dal 1933 Sutunurca è annoverata tra le sedi vescovili titolari della Chiesa cattolica; dal 13 dicembre 2022 il vescovo titolare è António Manuel Bogaio Constantino, M.C.C.I., vescovo ausiliare di Beira.

## Cronotassi

### Vescovi
- Reposito ? † (menzionato nel 256)

### Vescovi titolari
- Rafael María Nze Abuy, C.M.F. † (9 agosto 1965 - 3 maggio 1966 nominato vescovo di Bata)
- Antônio do Carmo Cheuiche, O.C.D. † (2 aprile 1969 - 14 ottobre 2009 deceduto)
- Salutaris Melchior Libena (28 gennaio 2010 - 14 gennaio 2012 nominato vescovo di Ifakara)
- Léopold Médard Ouédraogo (28 maggio 2012 - 16 giugno 2022 nominato vescovo di Manga)
- António Manuel Bogaio Constantino, M.C.C.I., dal 13 dicembre 2022